# 최민호 (1956년)
최민호(崔旼鎬, 1956년 10월 24일~)는 대한민국의 관료, 정치인이다. 제4대 세종특별자치시장이다.

## 학력
- 대전대신국민학교 졸업
- 한밭중학교 졸업
- 보성고등학교 졸업
- 한국외국어대학교 법학과 학사
- 연세대학교 행정대학원 행정학 석사
- 도쿄대학 대학원 법학과 법학석사
- 도쿄대학 대학원 정치학과 정치학 석사
- 단국대학교 행정대학원 행정학 박사

## 경력
- 조지타운 대학교 객원연구원
- 1980년 12월: 제24회 행정고등고시 합격
- 1985년: 해병대 제1사단 중위 전역(해군사관후보생 73기 / 정훈장교)
- 1985년: 내무부 사무관
- 내무부 지방자치제실시기획단 사무관
- 내무부 지방기획관실 사무관
- 내무부 서기관
- 1995년 1월: 충청남도청 기획관리실 기획담당관
- 1995년 7월: 충청남도청 지역경제국장
- 1997년 6월: 내무부 지방자치기획단 제도담당관
- 1998년: 행정자치부 IMF대책TF 서기관
- 1998년 7월: 행정자치부 인사국 복지과장
- 1998년 9월: 충청남도청 기획관리실 정책관리관
- 2000년: 2002 안면도 국제꽃박람회 조직위원회 사무처 사무차장 겸 운영본부장, 부이사관
- 2002년 8월: 충청남도청 기획정보실장
- 2003년 4월: 제2의건국범국민추진위원회 파견
- 2003년 6월: 행정자치부 지방분권·국가균형발전연구단 단장
- 2004년 10월: 행정자치부 공보관, 이사관
- 2006년 7월~2008년 3월: 제6대 충청남도 행정부지사, 관리관(이완구 도정)
- 2008년 3월~2009년: 행정안전부 인사실장
- 2009년 1월~2011년 5월: 제25대 소청심사위원회 위원장
- 2011년 5월~2011년 10월: 제5대 행정중심복합도시건설청장
- 2013년: 공주대학교 인문사회과학대학 행정학과 객원교수
- 2013년: 고려대학교 정경대학 행정학과 객원교수
- 2015년 2월~2015년 5월: 국무총리 비서실장
- 2015년: 배재대학교 인문사회대학 행정학과 객원교수
- 2015년: 홍익대학교 초빙교수
- 2016년 7월: 국회의장 직속 국회의원 특권 내려놓기 추진위원회 위원
- 2020년 3월~2020년 4월: 제21대 국회의원 선거 미래통합당 김중로 세종특별자치시 갑 국회의원 후보 선거대책위원회 명예선거대책위원장
- 2020년 12월 : 국민의힘 정책위원회 부의장
- 2021년 2월~2022년 6월: 국민의힘 세종특별자치시당 세종특별자치시 갑 당원협의회 위원장
- 2021년 7월~2022년 6월 : 국민의힘 세종특별자치시당 위원장
- 2021년: 한국침례신학대학교 특임교수
- 2021년 12월~2022년 3월: 제20대 대통령 선거 국민의힘 살리는 선거대책위원회 세종 선거대책위원회 선거대책위원장단 총괄선거대책위원장
- 2022년 7월 ~ : 제4대 세종특별자치시장(민선 8기, 국민의힘, 초선)
- 2023년 11월~: 대한민국특별자치시도협의회 초대 공동회장
- 2025년 1월~: 제18대 대한민국시도지사협의회 부회장

## 수상
- 2002년: 홍조근정훈장

## 역대 선거 결과
|  | 20.91% |

|  | 52.83% |

## 같이 보기
- 대한민국의 행정중심복합도시건설청장
- 대한민국의 국무총리비서실장
- 충청남도 부지사
- 세종특별자치시장